# 行会社会主义
行会社会主义（英語：Guild socialism），又译基尔特社会主义，是主张工人通过与行业相关的行会“以与公众的隐含契约关系”为媒介来控制产业的政治运动。它起源于英国，在20世纪上半叶影响力达到巅峰。它与G·D·H·柯尔密切相关，并受到威廉·莫里斯思想的影响。